# Злочин у Голубиђу
Злочин у Голубићу се масовна убиства најмање 18 цивилних Срба из села Голубић у Шибенско-книнској жупанији 6. августа 1995. године од стране припадника Хрватске војске током Операције Олуја.

## Позадина
До марта 1991. године, тензије између Хрвата и Срба ескалирале су у Рат у Хрватској. Након референдума о независности, који су углавном бојкотовали хрватски Срби, хрватски парламент је званично усвојио независност 25. јуна. Република Српска Крајина (РСК) је изразила намеру да се отцепи од Хрватске и придружи се Југославији односно Републици Србији, док је Влада Републике Хрватске то прогласила побуном. Између августа 1991. и фебруара 1992. године, РСК је започела кампању етничког чишћења како би протерала хрватско и несрпско становништво са територије коју је контролисала, на крају протеравши чак 250.000 људи према Human Rights Watch. Хрватске снаге су такође учествовале у етничком чишћењу против Срба у Источној и Западној Славонији и деловима Крајине у мањем обиму. Четвртог августа 1995. године, Хрватска војска (HV) је покренула операцију Олуја како би ставила под контролу регион Крајине. Акција је завршена 7. августа и резултирала је егзодусом око 200.000 Срба из Крајине, док су Срби који нису могли или нису желели да напусте своје домове, првенствено старији, били подвргнути разним злочинима. МКБЈ наводи број убијених српских цивила на 324. Према попису становништва из 1991. године, Голубић је имао 1424 становника од којих су 1389 били Срби.

## Убиства
Хрватска војска (HV) ушла је у село Голубић 5. августа. Многи становници су отишли да се придруже избегличким колонама, док су други остали. 18 или 19 српских цивила убијени су 5–6. августа од стране припадника Хрватске војске. Већина жртава били су старији људи, убијени у непосредној близини својих домова, осим једне групе која је убијена на путу из Голубића у село Радљевац. Син једне од жртава, који је био сведок злочина, сведочио је:
Моја мајка је убијена око 13 часова 5. августа. Био сам на 100 метара даље, скривајући се иза врбе. Било је 14 војника Хрватске војске. Чуо сам два пуцња. Схватио сам да морам отићи. Моја мајка је остала лежати тамо, мртва. Имала је 82 године. Убили су је и одсекли јој руку. Њено тело је лежало тамо 25 дана док нису дошли са врећама и сахранили је на гробљу у Книну као непознату жену. Не знам колико је остало од ње на врућини, окружене псима и свињама.

## Правни поступци
Неколико убистава у Голубићу било је укључено у оптужницу Хашком трибуналу против бившег хрватског генерала Анте Готовина. У жалбеном поступку суђење Готовини и осталима, који је ослободио Готовину и Младена Маркача, МКБЈ је пресудио да нема довољно доказа за закључак о постојању заједничког злочиначког подухвата за присилно уклањање српских цивила. Жалбено веће је даље навело да су Хрватска војска и специјална полиција починили злочине након артиљеријског напада, али државно и војно руководство нису имали улогу у њиховом планирању и стварању.
Нико није гоњен за масакр.